# Carmel Myers

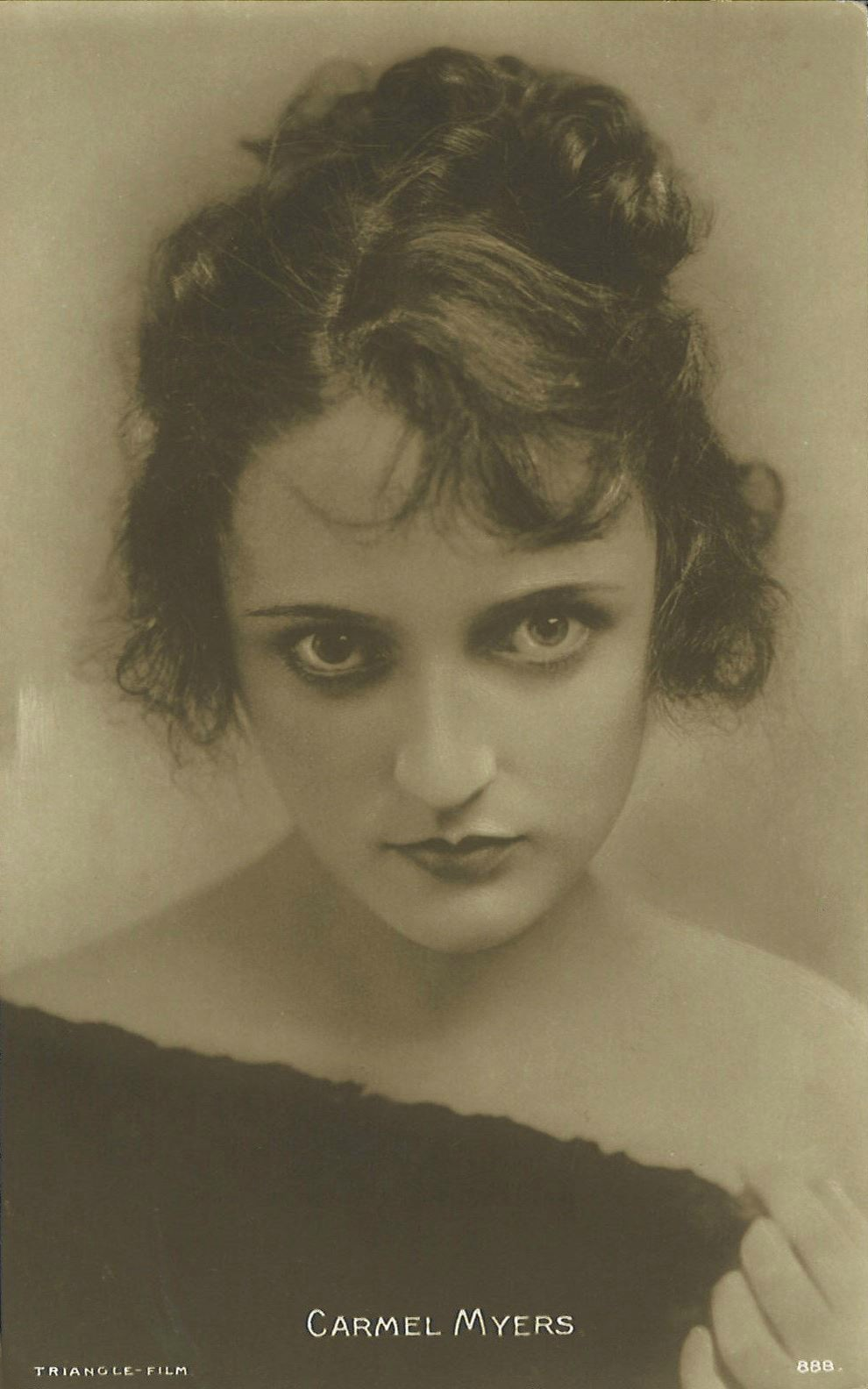
Retrat de l'actriu el 1917

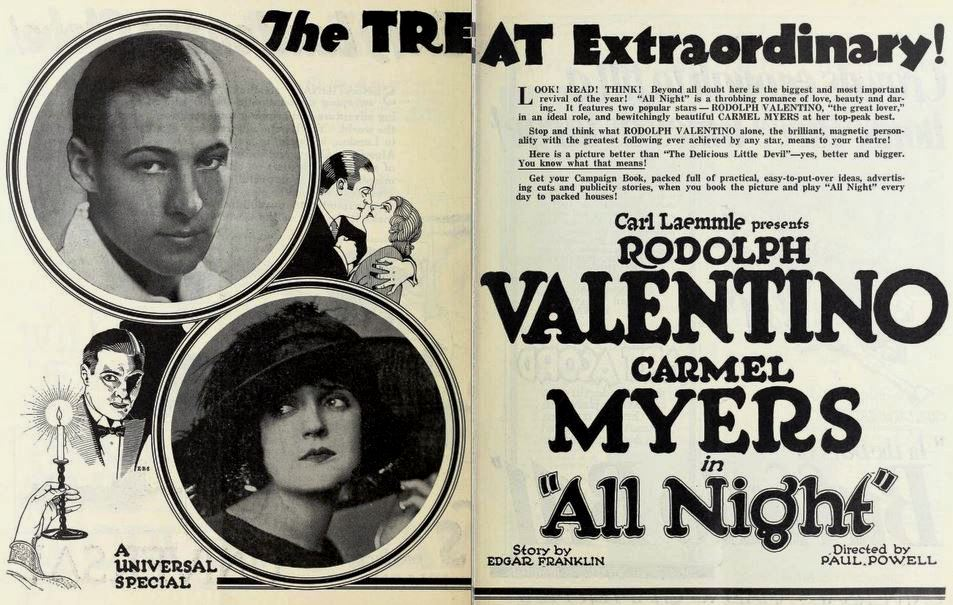
Pàgina de propaganda de la pel·lícula "All Night" (1922) amb Carmel Myers i Rodolfo Valentino apareguda a la revista Universal Weekly

Carmel Myers (San Francisco, 9 d'abril de 1901 – Los Angeles, 9 de novembre de 1980) va ser una actriu estatunidenca cinema i televisió.

## Biografia
Myers va néixer a San Francisco; el seu pare era un rabí australià i la seva mare era jueva d'origen austríac. El seu pare havia treballat amb D. W. Griffith en les seves recerques sobre la Bíblia per a la pel·lícula pel·lícula “Intolerance” (1916) i aquest li va donar un petit paper en la pel·lícula. Poc després va signar per a dos anys amb la Universal on va esdevenir una actriu popular fent papers de “vamp”. El primer paper que li donaria popularitat fou “Sirens of the Sea” (1917). El 1919 es va casar amb Isidore "I.B." Kornblum. Entre les pel·lícules en que va participar en aquella època destaquen “All Night” i “A Society Sensation” amb un Rodolfo Valentino encara desconegut. El 1923 es va divorciar del seu marit.
El 1924 es va passar a la Metro-Goldwyn-Mayer on va participar amb pel·lícules com “Broadway After Dark”  i sobretot “Ben-Hur” (1925) on feia el paper d'una egípcia que intentava seduir tan Messala com Ben-Hur. Aquest paper li va suposar un gran augment de popularitat. També va participar en “Tell It to the Marines” (1926) amb Lon Chaney o “Four Walls” i “Dream of Love” amb Joan Crawford. El 1929 es va casar amb l'advocat Ralph H. Blum amb qui va tenir tres fills.
Myers va fer sense problemes la transició al cinema sonor interpretant però papers secundaris. Les seves pel·lícules més populars foren “Svengali” (1931) i “The Mad Genius” (1931), les dues amb John Barrymore. De mica en mica es va anar retirant del cinema per cuidar els seus fills o començar noves activitats. El 1950 va morir el seu marit i l'any següent es va casar amb el productor de la Paramount Alfred Schwalberg. Aquell 1951 va presentar per a la televisió el programa d'entrevistes “The Carmel Myers Show” i l'any següent el programa “Cradle of Stars”. Quan aquest va ser cancel·lat es va dedicar a treballar com a agent de la propietat i va crear la seva pròpia companyia de distribució de perfums. El 1976 encara va participar fent un cameo en la pel·lícula “Won Ton Ton, the Dog Who Saved Hollywood”. Va morir el 1980 a l'edat de 81 anys.

## Filmografia
- Georgia Pearce (1915)
- Tough Luck on a Rough Sea (1916)
- The Jailbird's Last Flight (1916)
- Ignatz's Icy Injury (1916)
- Intolerance (1916)
- The Heiress at Coffee Dan's (1916)
- The Matrimaniac (1917)
- The Bad Boy (1917)
- Stage Struck (1917)
- A Love Sublime (1917)
- A Daughter of the Poor (1917)
- Might and the Man (1917)
- The Haunted Pajamas (1917)
- Sirens of the Sea (1917)
- The Lash of Power (1917)
- My Unmarried Wife (1918)
- The Wife He Bought (1918)
- The Girl in the Dark (1918)
- The Wine Girl (1918)
- The Marriage Lie (1918)
- A Broadway Scandal (1918)
- The City of Tears (1918)
- The Dream Lady (1918)
- A Society Sensation (1918)
- All Night (1918)
- Who Will Marry Me? (1919)
- The Little White Savage (1919)
- In Folly's Trail (1920)
- The Gilded Dream (1920)
- Beautifully Trimmed (1920)
- The Mad Marriage (1921)
- The Dangerous Moment (1921)
- Cheated Love (1921)
- The Kiss (1921)
- Breaking Through (1921)
- A Daughter of the Law (1921)
- The Love Gambler (1922)
- The Danger Point (1922)
- The Last Hour (1923)
- The Famous Mrs. Fair (1923)
- Good-By Girls! (1923)
- The Little Girl Next Door (1923)
- Mary of the Movies (1923)
- Slave of Desire (1923)
- The Dancer of the Nile (1923)
- The Love Pirate (1923)
- Reno (1923)
- Poisoned Paradise: The Forbidden Story of Monte Carlo (1924)
- Beau Brummel (1924)
- Broadway After Dark (1924)
- Babbitt (1924)
- Garragan (1924)
- Ben-Hur: A Tale of the Christ (1925)
- The Devil's Circus (1926)
- The Gay Deceiver (1926)
- Tell It to the Marines (1926)
- Camille (1926)
- The Demi-Bride (1927)
- The Understanding Heart (1927)
- The Girl from Rio (1927)
- Sorrell and Son (1927)
- A Certain Young Man (1928)
- Prowlers of the Sea (1928)
- Four Walls (1928)
- Dream of Love (1928)
- The Bath Between (1928)
- The Red Sword (1929)
- Careers (1929)
- The Careless Age (1929)
- He Did His Best (1929)
- Broadway Scandals (1929)
- The Show of Shows (1929)
- The Ghost Talks (1929)
- The Ship from Shanghai (1930)
- The Stronger Sex (1930)
- A Lady Surrenders (1930)
- The Lion and the Lamb (1931)
- Svengali (1931)
- Pleasure (1931)
- Chinatown After Dark (1931)
- The Mad Genius (1931)
- Nice Women (1931)
- No Living Witness (1942)
- The Countess of Monte Cristo (1934)
- Lady for a Night (1942)
- Pretty Dolly (1942)
- The Conspirators (1944)
- George White's Scandals (1945)
- Whistle Stop (1946)
- Won Ton Ton, the Dog Who Saved Hollywood (1976)